# تشامبلي
تشامبلي (بالإنجليزية: Chamblee, Georgia)‏ هي مدينة تقع في مقاطعة ديكالب بولاية جورجيا في الولايات المتحدة. تبلغ مساحة هذه المدينة 8.1 (كم²)، وترتفع عن سطح البحر 311 م، بلغ عدد سكانها 15790 نسمة في عام 2010 حسب إحصاء مكتب تعداد الولايات المتحدة.

## أعلام
- ستيف والاس
- ويندي باغويل

## وصلات خارجية
- The City of Chamblee, Georgia Website
- Cities & Counties - Georgia.gov